# 一ノ橋ジャンクション

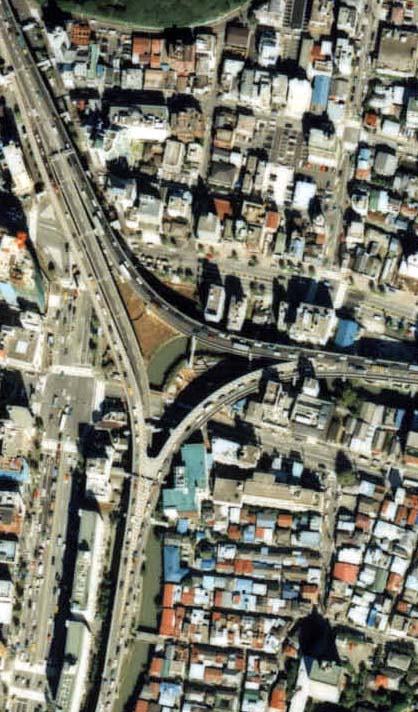
一ノ橋JCT

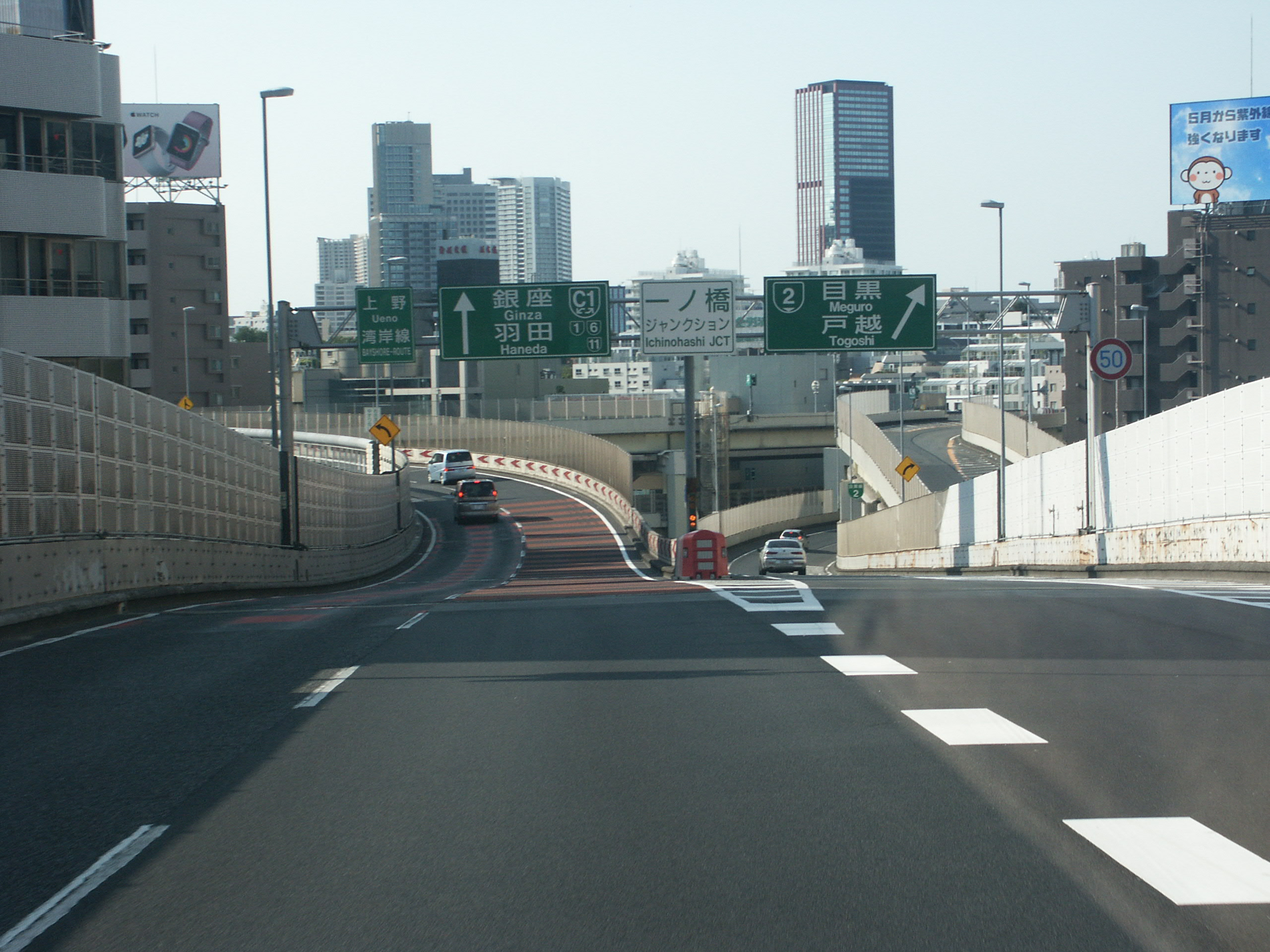
内回り側分岐付近

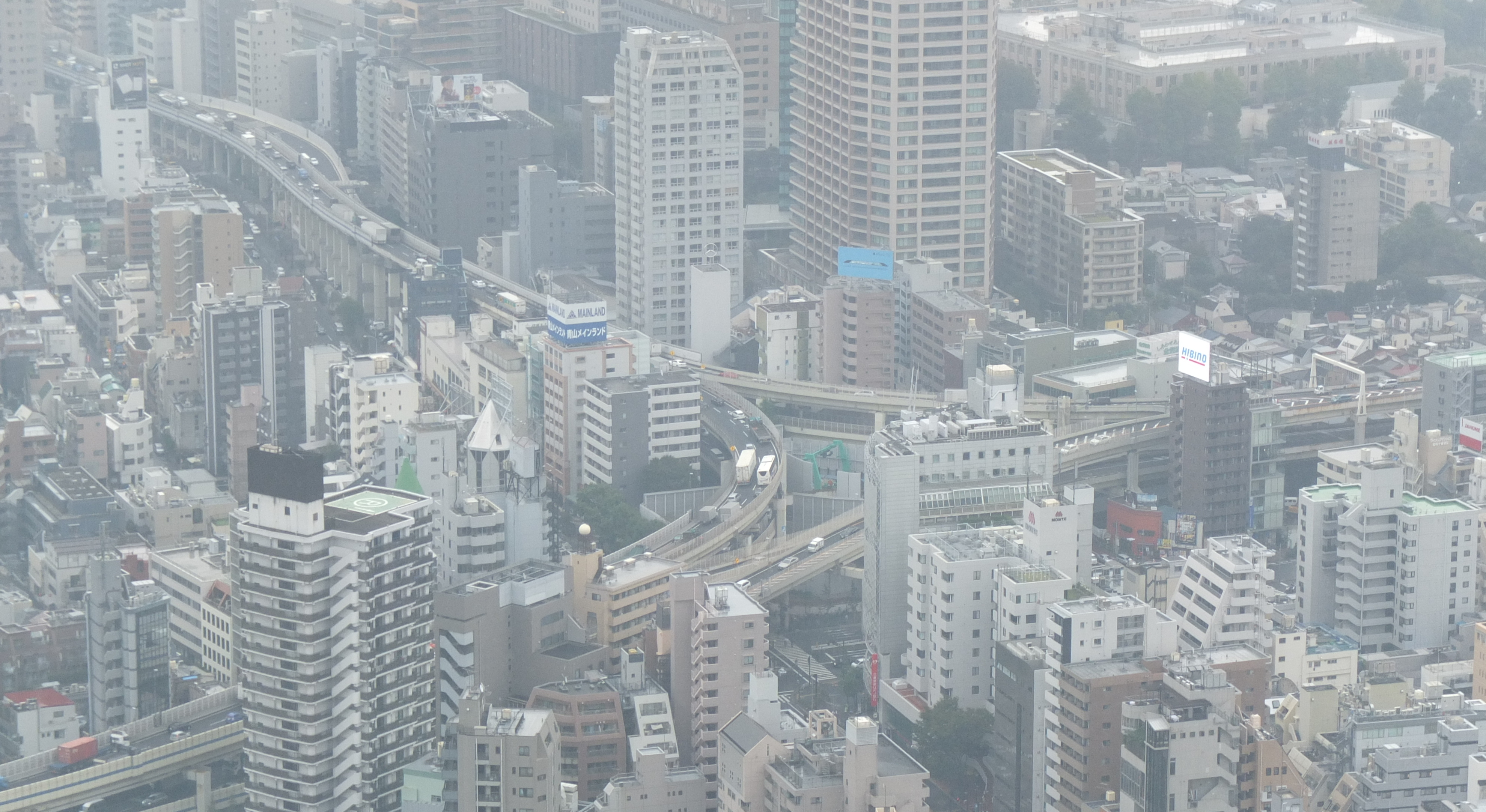
六本木ヒルズから見た一ノ橋ジャンクション。写真右方向が首都高速2号線の下り方向。（2013年10月）

一ノ橋ジャンクション（いちのはしジャンクション）は、東京都港区にある首都高速道路都心環状線・2号目黒線を結ぶジャンクションである。直下には一の橋公園がある。

## 連絡する道路
- 首都高速都心環状線
- 首都高速2号目黒線

## 隣
首都高速都心環状線
(19)(20) 芝公園出入口 - 一ノ橋JCT - (21) 飯倉出入口
首都高速2号目黒線
一ノ橋JCT - (201) 天現寺出入口